# Ceratina denesi
Ceratina denesi là một loài Hymenoptera trong họ Apidae. Loài này được Terzo mô tả khoa học năm 1998.